# Американська енциклопедія
Американська енциклопедія (Encyclopedia Americana) — це універсальна енциклопедія, яка видається в США.

## Історія
Перше 13-томне видання вийшло у Філадельфії 1829-33 років. З 1902 року вона видається у Нью-Йорку. Назва була змінена на «Americana» в 1907-12 роках. З 1902 по 1920 рік вона перевидавалась тричі, а з 1936 по 1973 рік — щороку. Останнє видання 1971-72 року містить 58 тис. статей з усіх галузей науки та культури. Великі статті про окремі країни, століття історії та 1 та 2-у світові війни були видані окремими книгами. Матеріали, особливо з галузі соціально-економічного циклу, викладені з антимарксистських та антикомуністичних позицій. Останнє видання вийшло в 1975 році. З 1923 року виходить щорічник «Americana annual».